# Blod, svett och hockey – 17 år i NHL
Blod, svett och hockey – 17 år i NHL är en bok om Börje Salmings liv och karriär, utgiven 1991. Som läsare får man följa Salming från barndomen och vidare genom hela hans otroliga hockeykarriär.
Boken är skriven av Gerhard Karlsson och Börje Salming.